# 린체이 아카데미

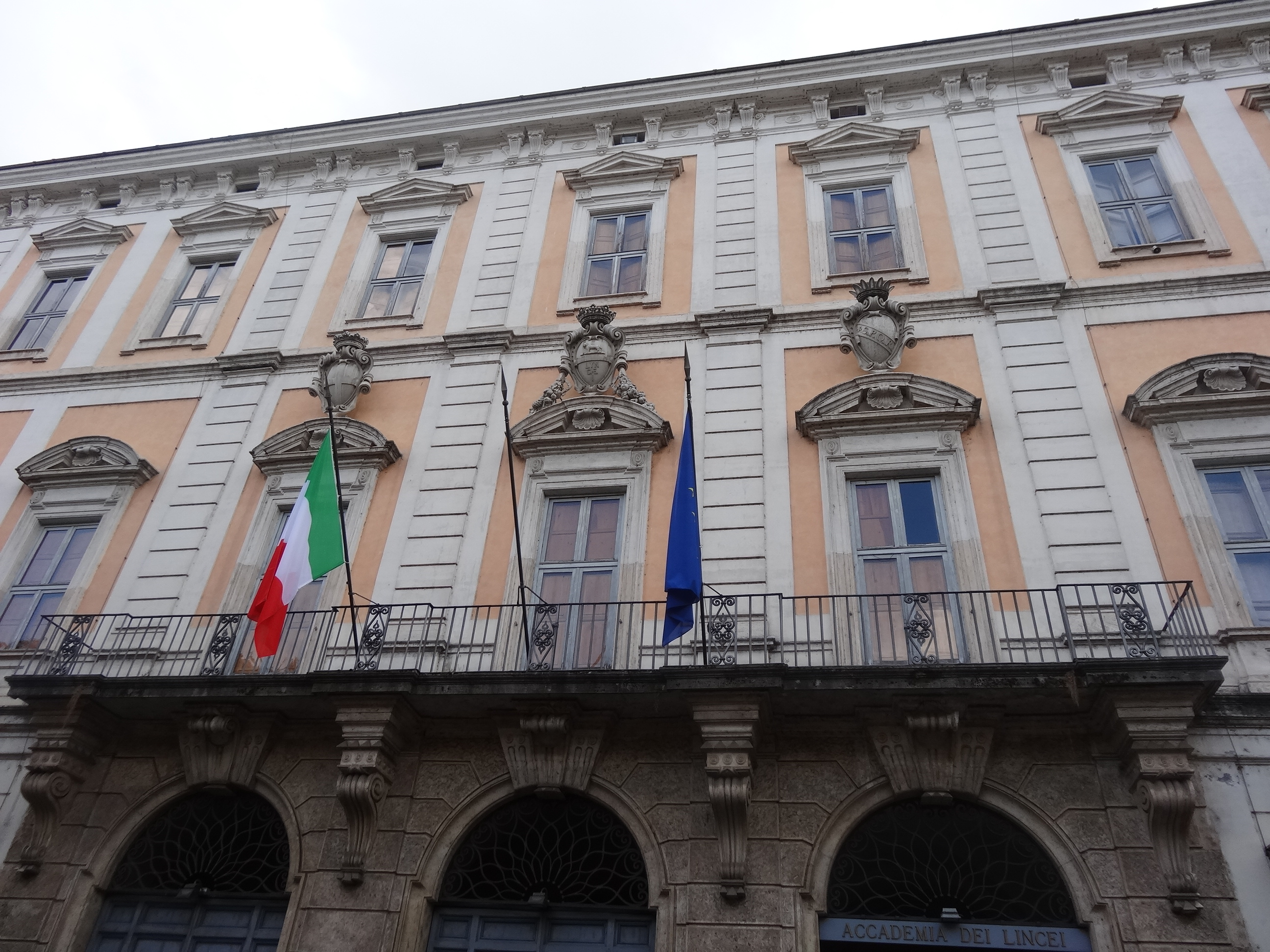

린체이 아카데미(이탈리아어: Accademia dei Lincei[akkaˈdɛːmja dei linˈtʃɛi])는 이탈리아 로마의 비아 델라 룽가라(Via della Lungara) 거리에 있는 코르시니 궁(Palazzo Corsini)에 있었던 이탈리아의 과학 아카데미이다. 1603년 페데리코 체시(Federico Cesi) 공작에 의해 교황령에 설립되었다.
'린체이'라는 이름은 '스라소니'(lynx)에서 따온 것으로, 과학 연구에 필요한 예리한 관찰력을 스라소니의 날카로운 시력에 빗대어 강조한 것이다. 갈릴레오 갈릴레이는 이 학원의 지적 중심 인사였으며, 갈릴레오 갈릴레이 린소(Galileo Galilei Linceo)를 서명으로 쓰기도 했다.
그러나 린체이 아카데미는 1630년 창시자이자 후원자였던 체시 백작의 사후 사라졌다(1651년에 폐쇄되었다는 설도 있다). 이후 19세기에 이르러 린체이 아카데미는 바티칸에서 그리고 나아가 이탈리아에서 부활하였다. 1847년에 설립된 과학 아카데미아 폰티피샤 데 누오비 린시(Accademia Pontificia dei Nuovi Lincei, "뉴 린시스의 폰티픽 아카데미")는 자신들의 연원을 린체이 아카데미에서 찾고 있다. 마찬가지로 1870년대의 린체이 아카데미는 문학과 과학 제반 모든 관심사를 아우르는 이탈리아의 국립 학원이 되었다.
1603년 최초의 린체이 아카데미를 세웠던 움브리아(아카바스파타 공작의 아들이자 로마 출신의 중요한 가문의 일원) 출신의 귀족 페데리코 체시 공작은 과학, 그 가운데서도 특히 식물학에 관심이 많은 사람이었다. 체시의 아버지는 아들의 그러한 경향을 못마땅하게 생각했지만, 어머니 올림피아 오르시니(Olimpia Orsini)는 남편과는 달리 물심양면으로 아들을 지지하였다고 한다. 아버지가 사망하고 나서 페데리코 체시 공작은 본격적으로 자신의 재산을 쏟아 아카데미 설립을 추진하였고, 성 베드로 성당 근처의 팔라초 체시-엘리니(Palazzo Cesi-Armellini)에서 처음 이 아카데미를 개최하였다. 이 아카데미는 과거 종교재판에 의해 폐쇄되었던 나폴리의 잠바티스타 델라 포르타(Giambattista della Porta)의 과학 공동체 아카데미아 세크레토룸 나투레(Academia Secretorum Naturae)를 대신하는 것이었다.
체시는 네덜란드의 의사 요하네스 반 희크(조반니 에코로 디지털화)와 두 명의 동료 움브리아인, 수학자 프란체스코 스텔루티, 폴리산술 아나스타시오 데 필리리스 등 세 명의 친구와 함께 아카디아 드 리시(Academia dei Linsi)를 설립했다. 아카디미아가 창단할 당시 세시는 18세에 불과했고, 나머지 세시는 8세에 불과했다. 체시와 그의 친구들은 모든 자연과학을 이해하는 것을 목표로 했다. 문학적, 반문학적 강조는 16세기나 17세기 이탈리아 학회의 개최국과는 별개로 "린시"를 정했다.
체시 공작은 전통을 존중하면서도 권위에 맹목적으로 복종하지 않는 자유 실험 프로그램을 상정하였으며, 심지어 그 당시에는 금과옥조처럼 받아들여지던 아리스토텔레스와 프톨레마이오스의 이론까지도 의심하고 관련 이론과 논거에 대한 검증을 시도하였다. 린체이 아카데미는 로마의 나폴레옹 지배 기간 동안 반공립 기관이 되었는데, 이는 지역 과학 엘리트들이 더 큰 과학 네트워크로 그들 자신을 위한 장소를 개척할 수 있는 토대를 마련해 주었다. 그러나 반공립 기관으로서 아카데미의 초점은 나폴레옹 정치(Napoleonic politics)에 맞춰져 있었고, 이것은 린체이 아카데미 회원들에게 산업을 활성화하려는 노력을 유도하여, 프랑스 정권에 우호적인 여론을 조성하고 나라를 탈종교 내지 세속화시키는 데에 한몫하였다.